# Andreas Ploeger
Andreas Ploeger (* 26. August 1926 in Dortmund; † 12. Januar 2018 in Aachen) war ein deutscher Mediziner und Psychologe. Er war Hochschullehrer und Direktor der Klinik für Medizinische Psychologie am Universitätsklinikum Aachen.

## Leben und Wirken
Ploeger beantragte am 15. Februar 1944 die Aufnahme in die NSDAP und wurde zum 20. April desselben Jahres aufgenommen (Mitgliedsnummer 9.785.518), behauptete später allerdings nichts von seiner Mitgliedschaft gewusst zu haben, allerdings war nach aktuellem Forschungsstand eine Aufnahme ohne eigenes Zutun nicht möglich. Er wurde 1943 als 17-Jähriger zum Kriegsdienst eingezogen und geriet 13 Monate später in einen amerikanischen Hinterhalt, den nur 15 von 50 Soldaten überlebten. Nach kurzer Kriegsgefangenschaft kehrte er nach Hause zurück, machte sein Abitur und begann ein Studium der Medizin. Im Jahr 1952 legte er sein medizinisches Staatsexamen an der Universität München ab und wurde von dieser anschließend als Assistenzarzt zunächst in der Pathologie und später an der Medizinischen Klinik übernommen, wo er 1954 auch promovierte. Parallel zu seiner medizinischen Tätigkeit absolvierte er ab 1953 an derselben Universität ein Studium der Psychologie, das er 1956 mit dem Diplomexamen abschloss.
Im Anschluss daran wechselte Ploeger an die Nervenklinik des Universitätsklinikums Tübingen zu Ernst Kretschmer, bei dem er zunächst als dessen Assistenzarzt und ab 1962 als Abteilungsarzt tätig war. 1969 kam er nach Aachen und übernahm eine freie Stelle als Oberarzt und stellvertretender Direktor der Abteilung Psychiatrie am Universitätsklinikum Aachen. Noch im selben Jahr habilitierte er sich dort für das Fach Psychiatrie unter besonderer Berücksichtigung der Psychotherapie und Sozialpsychiatrie und wurde 1972 zum wissenschaftlichen Rat und Professor dieses Fachgebietes ernannt. Nachdem durch die 1974 verabschiedete neue Approbationsordnung die drei neuen Pflichtfächer Medizinische Psychologie, Medizinische Soziologie und Psychotherapie/Psychosomatik geschaffen worden waren, wurde infolgedessen 1976 am Universitätsklinikum Aachen der neue Lehrstuhl „Medizinische Psychologie“ eingerichtet und Ploeger zum ersten Lehrstuhlinhaber berufen sowie ein Jahr später zum geschäftsführenden Direktor ernannt. Bereits 1974 erteilte ihm die Ärztekammer Nordrhein zugleich die Ermächtigung, berufsbegleitende Weiterbildungen zum Bereichsarzt Psychotherapie abzuhalten. Ploeger leitete das Institut bis zu seiner Emeritierung im Jahr 1991, behielt jedoch den Lehrstuhl bis 1993 vertretungsweise bei. 
Nach seiner Emeritierung eröffnete Ploeger in Aachen eine Privatpraxis für Psychoanalyse, Psychotherapie und Psychiatrie und wurde 1995 zum Facharzt für Psychotherapeutische Medizin und ein Jahr später für Psychoanalyse ernannt.
Ploeger verschaffte sich einen überregional anerkannten Ruf auf dem Gebiet der Posttraumatischen Belastungsstörung und betreute diesbezüglich unter anderem die Opfer des Grubenunglücks von Lengede und der Entführung des Flugzeugs „Landshut“. Darüber hinaus verfasste er mehrere Fachbücher, wobei aus den Erfahrungen seines langen beruflichen Wirkens und den eigenen Kriegserlebnissen seine drei bedeutenden Spätwerke entstanden sind.
Andreas Ploeger starb am 12. Januar 2018 und fand seine letzte Ruhestätte auf dem Aachener Waldfriedhof.

## Schriften (Auswahl)
- Hauttemperatur-Messungen beim Bückversuch: Ein modifizierter Bückversuch als objektives Diagnostikum der cerebralen Gefäßschwäche, Dissertation, Medizinische Fakultät Tübingen, 1955.
- Die therapeutische Gemeinschaft in der Psychotherapie und Sozialpsychiatrie: Theorie und Praxis. Thieme, Stuttgart 1972, ISBN 978-3-13-484001-8.
- Tiefenpsychologisch fundierte Psychodramatherapie. Kohlhammer, Stuttgart 1983, ISBN 978-3-17-005615-2.
- „Kanonenfutter“: die Verführung der Hitler-Jugend in den Tod. Zur Psychologie des „Totalen Krieges.“ Papst Science Pub., Lengerich 2011, ISBN 978-3-89967-686-0.
- Gewalt und Gehorsam  Die Dominanz des Machterlebens der Deutschen unter Hitler – Ein Buch gegen den Krieg. Schattauer GmbH, Stuttgart 2017, ISBN 978-3-7945-9069-8.
- Der „Endsieg“ in der Schlammwüste des Hungerlagers: kriegsgefangen in Remagens „Goldener Meile“ – ein Appell für Frieden. Shaker Media, Aachen 2017, ISBN 978-3-95631-614-2.